# Quận McLean, North Dakota
Quận McLean là một quận thuộc tiểu bang Bắc Dakota, Hoa Kỳ. Quận lỵ đóng ở Washburn6. Quận được đặt tên theo John A. McLean, thị trưởng đầu tiên của Bismarck. Dân số theo điều tra năm 2010 của Cục điều tra dân số Hoa Kỳ là 8962 người.

## Địa lý
Theo Cục điều tra dân số Hoa Kỳ, quận này có diện tích 6029 km2, trong đó có 592 km2 là diện tích mặt nước.